# إدواردو بورمان
إدواردو بورمان (بالبرتغالية: Eduardo Bauermann‏) هو لاعب كرة قدم برازيلي في مركز الدفاع، ولد في 13 فبراير 1996 في Estância Velha ‏ في البرازيل. شارك مع منتخب البرازيل تحت 17 سنة لكرة القدم ومنتخب البرازيل تحت 20 سنة لكرة القدم. أما مع النوادي، فقد لعب مع نادي إنترناسيونال.

## وصلات خارجية
- إدواردو بورمان على موقع قاعدة بيانات كرة القدم.إي يو (الإنجليزية)
- إدواردو بورمان على موقع Soccerway.com (الإنجليزية)
- إدواردو بورمان على موقع عالم كرة القدم.نت (الإنجليزية)